# Albert Saputra
Albert Saputra (* 12. Mai 1990 in Lubuk Alung) ist ein indonesischer Badmintonspieler. 

## Karriere
Albert Saputra wurde 2008 Zweiter bei den Laos International. 2009 siegte er bei den Giraldilla International, 2010 bei den Singapur International. 2011 stand er im Viertelfinale der Vietnam International.

## Sportliche Erfolge
| Saison | Veranstaltung               | Disziplin    | Platz | Name                                    |
| ------ | --------------------------- | ------------ | ----- | --------------------------------------- |
| 2007   | Junioren-Asienmeisterschaft | Team         | 3     | Indonesia                               |
| 2008   | Laos International          | Herrendoppel | 2     | Albert Saputra / Rizki Yanu Kresnayandi |
| 2008   | Malaysia International      | Herrendoppel | 5     | Albert Saputra / Rizki Yanu Kresnayandi |
| 2009   | Giraldilla International    | Herrendoppel | 1     | Albert Saputra / Rizki Yanu Kresnayandi |
| 2010   | Singapur International      | Herrendoppel | 1     | Albert Saputra / Rizki Yanu Kresnayandi |
| 2010   | Indonesia International     | Herrendoppel | 3     | Albert Saputra / Rizki Yanu Kresnayandi |
| 2011   | Vietnam International       | Herrendoppel | 5     | Albert Saputra / Rizki Yanu Kresnayandi |